# Accélérationnisme
L'accélérationnisme est un ensemble de théories, de mouvements et de concepts philosophiques spéculatifs, réapparu et rethéorisé à partir des années 1990 principalement au Royaume-Uni et aux Etats-Unis, qui analysent les transformations de la société capitaliste avancée, et qui prônent une « accélération » du capitalisme et des processus qui y sont historiquement associés, soit par sa radicalisation capitaliste et/ou réactionnaire (NRx), soit par son renversement (accélérationnisme de gauche, post-capitalisme, cyber-communisme/cyber-socialisme). Le terme d'« accélérationnisme » s'applique aussi également, souvent avec des connotations péjoratives, à ce qui pousse à l'intensification du capitalisme dans l'idée d'en accentuer les tendances autodestructrices, pour en précipiter finalement la chute,. 
La théorie accélérationniste se divise donc en variantes de gauche et de droite, mutuellement contradictoires. L'accélérationnisme de gauche pense hâter les dynamiques contradictoires et potentiellement émancipatrices lié à la dynamique interne du Capital de « révolution incessante de la production » (Karl Marx), au-delà de l'horizon du capitalisme en se réappropriant la technologie moderne dans des buts socialement bénéfiques et émancipateurs. Les théories et mouvements accélérationnistes de gauche puisent à diverses sources, tant disciplinaires que théoriques : Karl Marx, son concept de General Intellect dans les Fragments sur les machines (systématisé notamment dans l'opéraïsme italien) ; les théories philosophiques et politiques de Gilles Deleuze et Félix Guattari, principalement dans Mille Plateaux, avec des concepts comme la déterritorialisation ou la machine de guerre, qui vise à identifier et à radicaliser les forces sociales émancipatrices soumises par l'Etat et le capitalisme; Mark Fisher, et ses réflexions socio-culturelles autour du concept de « réalisme capitaliste » ; des économistes contemporains, comme Cédric Durand ou Yanis Varoufakis, autour du concept de « techno-féodalisme », ou des philosophes comme Nick Srnicek et Alex Williams ; le mathématicien et cybernéticien comme Ivan Lavalée qui repense les liens entre révolution sociale, machine de Turing et cybernétique.
L'accélérationnisme de droite promet l'intensification sans limites du capitalisme lui-même, jusqu'à la promotion d'un néo-darwinisme social pan-technologique (incarnée par les figures de Curtis Yarvin ou de Nick Land), éventuellement dans l'idée d'amener à une singularité technologique,,. Les auteurs accélérationnistes distinguent également d'autres variantes, plus libérales, comme l'« accélérationnisme inconditionnel » ou l'« accélérationnisme efficace ». Une adaptation du terme a fait surface à l'extrême-droite et dans le nationalisme blanc dans les années 2010, qui abandonne l'accent sur le capitalisme pour le transférer sur l'accélération d'un conflit racial par le terrorisme, pour aboutir à l'effondrement de la société et à l'avènement d'un État ethnique blanc.

## Contexte
Dans son essai A Quick-and-Dirty Introduction to Accelerationnism, Nick Land cite un certain nombre de philosophes qui ont exprimé des idées de nature apparemment accélérationniste. Il inclut Karl Marx et son Discours sur la question du libre-échange de 1848, qui promet le libre-échange sur des arguments potentiellement accélérationnistes :

« Mais en général, de nos jours, le système protecteur est conservateur, tandis que le système du libre-échange est destructeur. Il dissout les anciennes nationalités et pousse à l'extrême l'antagonisme entre la bourgeoisie et le prolétariat. En un mot, le système de la liberté commerciale hâte la révolution sociale. C'est seulement dans ce sens révolutionnaire, Messieurs, que je vote en faveur du libre-échange. »

 Dans une veine similaire, Friedrich Nietzsche affirme que « Le nivellement de l'homme européen est le grand processus que l'on ne saurait entraver : on devrait encore l'accélérer », une déclaration souvent simplifiée, à la suite de Deleuze et Guattari, en une injonction à « accélérer le processus ».

## Accélérationnisme contemporain
Parmi les théoriciens notables de cette notion, on compte l'accélérationniste de droite Nick Land. La Cybernetic Culture Research Unit (CCRU), une unité de recherche officieuse de l'Université de Warwick entre 1995 et 2003, comprenait Land ainsi que d'autres sociologues comme Mark Fisher et Sadie Plant ; on la considère comme séminale tant pour la pensée accélérationniste de gauche que de droite. Les accélérationnistes de gauche contemporains notables comptent Nick Srnicek et Alex Williams, auteurs du Manifesto for an Accelerationist Politics; et le collectif Laboria Cuboniks, qui a publié le manifeste Xenofeminism: A Politics for Alienation. Selon Mark Fisher, qui l'écrit en 2012, « les attaques acerbes de Land contre la gauche académique [...] restent percutantes », encore une problématique dans la mesure où « le marxisme est fondamentalement accélérationniste ».
Sur une ligne accélérationniste, Paul Mason (en) a tenté de spéculer sur l'avenir post-capitaliste dans des ouvrages comme PostCapitalism: A Guide to Our Future (en). D'après Mason « comme avec la fin du féodalisme il y a 500 ans, le remplacement du capitalisme par le post capitalisme va accélérer des chocs extérieurs et se former par l'émergence d'une nouvelle sorte d'être humain. Et ça a déjà commencé. » Il considère que l'avènement d'une production collaborative aboutira finalement au suicide du capitalisme.[réf. nécessaire]
Concentré sur la façon dont les infrastructures des technologies de l'Information sapent les fondements de la géographie politique moderne, le livre de Benjamin H. Bratton (en) Le Stack. Plateformes, logiciels et souveraineté propose une feuille de route flexible, et s'inscrit dans la tendance accélérationiste. Red Stack Attack!, de Tiziana Terranova, reliant le modèle du Stack de Bratton à l'accélérationisme de gauche.

## Autres formes d'accélérationnisme
Depuis que Benjamin Noys a introduit le terme d'accélérationnisme en 2010 pour décrire des mouvements philosophiques historiques, il a subi une dérive conceptuelle considérable, et même pris plusieurs sens nouveaux.

### Accélérationnisme de gauche de Mark Fisher
Mark Fisher a été membre fondateur du CCRU, mais a rompu les liens théoriques et politiques avec la version de droite de l'accélérationnisme, incarnée par la figure de Nick Land, pour développer au fil de son œuvre un "accélérationnisme de gauche", où il essaie de penser ensemble la critique de l'économie politique générale du capitalisme et son dépassement, la technologie, les œuvres et cultures populaires, la psychanalyse et la construction de subjectivités sous le capitalisme tardif. Il s'en explique dans une interview en 2010 : 
Il y avait aussi des scissions politiques. Le Ccru se définissait contre l'emprise sclérosée qu'une certaine vieille gauche moralisatrice avait sur l'académie des sciences humaines. Il y avait une sorte d'antipolitique exubérante, une célébration "techno-nihiliste" de l'insignifiance de l'action humaine, en partie inspirée par la ligne pro-marché, anti-capitaliste développée par Manuel DeLanda à partir de Braudel, et par le passage de L'Anti-Œdipe qui parle de la marchandisation comme de la "voie révolutionnaire". C'était une version de ce qu'Alex Williams a appelé "l'accélérationnisme", mais cela n'a jamais été correctement articulé comme une position politique ; la tendance est de retomber dans un schéma binaire standard, avec le capitalisme et le libertarianisme d'un côté et l'État et la centralisation de l'autre.

Mais travailler dans le secteur public dans la Grande-Bretagne blairiste m'a fait voir que le capitalisme néolibéral ne correspondait pas au modèle accélérationniste ; au contraire, la pseudo-marchandisation produisait la bureaucratie omniprésente et décentralisée que je décris dans Capitalist Realism. Mes expériences en tant qu'enseignant et militant syndical, combinées à une rencontre tardive avec Žižek — qui utilisait certains des mêmes matériaux conceptuels que le Ccru (la pulsion de mort freudienne, la culture pulp, la technologie), mais en leur donnant une tournure de gauche — m'ont poussé vers une position politique différente. Je suppose que ce qui m'intéresse maintenant, c'est de synthétiser certains des intérêts et des méthodes du Ccru avec un nouveau gauchisme. Le Réalisme spéculatif est revenu à certains des domaines qui intéressaient le Ccru. Ce que j'espère voir se produire au cours de la prochaine décennie, c'est qu'une nouvelle sorte de théorie se développe, émergeant de personnes qui ont été profondément imprégnées du capitalisme post-fordiste, qui tiennent le cyberespace pour acquis et qui n'ont pas de nostalgie pour les paradigmes épuisés de la vieille gauche.

### Accélérationisme žižekien
Plusieurs commentateurs ont qualifié d'« accélérationniste » la stratégie politique articulée par le philosophe slovène Slavoj Žižek,. Dans une interview de novembre 2016 avec Channel 4 News, Žižek déclare que, s'il avait été citoyen américain, il aurait voté pour Donald Trump comme le candidat le plus susceptible de bouleverser le statu quo politique du pays.

### Accélérationisme d'extrême-droite
Depuis la fin des années 2010, les néonazis, les nationalistes blancs et les suprémacistes blancs ont adopté de plus en plus une forme violente d'accélérationnisme comme façon d'établir un État ethnique blanc,,. Les origines de l'accélérationnisme d'extrême-droite remontent aux années 1980, avec le pamphlet Siege de James Mason, membre du  American Nazi Party-National Socialist Liberation Front (ANP/NSLF), qui promet le sabotage, les tueries de masse et l'assassinat de personnalités importantes pour semer le chaos de façon à déstabiliser et finalement détruire le système. Ses œuvres sont plus tard republiées et diffusées largement par Iron March et la Division Atomwaffen, toutes deux liées à des attentats terroristes et plusieurs meurtres,,. D'après le Southern Poverty Law Center (SPLC), organisation à but non lucratif connue pour suivre les groupes racistes et pour ses procès contre les cas de discrimination :
D'autres variantes idéologiques de l'accélérationnisme cherchent à pousser au-delà du capitalisme en l'amenant à ses formes les plus oppressives et clivantes, suscitant en retour un mouvement pour bâtir un système économique juste. Dans le cas des suprémacistes blancs, le cadre accélérationniste considère la société moderne comme insauvable et veut la pousser à l'écroulement pour la remplacer par une société fasciste fondée sur l'éthno nationalisme. Les suprémacistes blancs accélérationnistes se définissent par leur croyance en la violence comme seule voie pour la poursuite de leurs objectifs politiques. Pour dire les choses simplement, les accélérationnistes sont des terroristes,.
Brenton Harrison Tarrant, auteur de la fusillade de la mosquée de Christchurch, qui a tué 51 personnes et en a blessé 49, épouse les thèses accélérationnistes dans une section de son manifeste intitulée « Destabilization and Accelerationism: tactics ». Elle a aussi influencé John Timothy Earnest, accusé d'avoir mis le feu à la mosquée Dar-ul-Arqam à Escondido, en Californie ; et commis la fusillade de la synagogue de Poway qui a causé un mort et trois blessés. Elle a par ailleurs motivé Patrick Crusius, accusé de la fusillade du Walmart d'El Paso qui a laissé 23 morts et 23 blessés. D'après Brenton Tarrant,
Le vrai changement et le changement dont nous avons besoin pour agir ne survient que dans un contexte de crise. Un changement graduel n'emporte jamais la victoire. La stabilité et le confort sont les ennemis du changement révolutionnaire. En conséquence, nous devons déstabiliser et faire souffrir la société autant que possible.
Bien que cette tendance se distingue de l'accélérationnisme de Nick Land, celui-ci a fait la promotion de l'Ordre des neuf angles, tenant de l'idéologie accélérationniste terroriste néo-nazie, et affilié à la Division Atomwaffen. Les œuvres de O9A sont d'après lui « hautement recommandées ».

#### Ouvrages
- Nick Land, Ray Brassier (dir.) et Robin Mackay (dir.), Fanged Noumena, Urbanomic, 2011 (ISBN 9780955308789)
- Robin Mackay (dir.), #ACCELERATE: The Accelerationist Reader, Urbanomic, 2014 (ISBN 9780957529557)
- Benjamin Noys, Malign Velocities: Accelerationism and Capitalism, Zero Books, 2013 (ISBN 9781782793007)
- (en) Nick Srnicek et Alex Williams, Inventing the future : postcapitalism and a world without work, London, Verso London, 2016, 263 p., Revised and updated edition (ISBN 978-1-784-78622-9, OCLC 934676667)
- Ma, Mike, (2019) Harassment Architecture, (A scattered look at). Murray Media  (ISBN 1795641495)

#### Articles
- Ray Brassier, « Wandering Abstraction », sur Mute, 13 février 2014
- Eugene Brennan, « "Debate is Idiot Distraction": Accelerationism and the Politics of the Internet », 3:AM Magazine,‎ 12 août 2013 (lire en ligne)
- Alfonso Galindo Hervás, « Delay or accelerate the end? Messianism, accelerationism and presentism », International Journal of Philosophy and Theology, vol. 77, nos 4–5,‎ 2016, p. 307–323 (DOI 10.1080/21692327.2016.1262783)
- Land, Nick.« Meltdown » [archive du 8 avril 2012] (consulté le 10 décembre 2013) .
- Gean Moreno, « Notes on the Inorganic, Part I: Accelerations », E-flux,‎ 2012 (lire en ligne)
- Antonio Negri (trad. Matteo Pasquinelli), « Reflections on the "Manifesto for an Accelerationist Politics" », E-flux,‎ 2014 (lire en ligne [archive du 5 février 2015], consulté le 5 février 2015)
- Matteo Pasquinelli, « The Labour of Abstraction: Theses on Marxism and Accelerationism », 9 juin 2014
- Nina Power, « Decapitalism, Left Scarcity, and the State », Fillip,‎ 2015 (lire en ligne)
- McKenzie Wark, « #Celerity: A Critique of the Manifesto for an Accelerationist Politics », 2013